# Лунка (Бистрица-Насауд)
Лунка (рум. Lunca) насеље је у Румунији у округу Бистрица-Насауд у општини Шиеуц. Oпштина се налази на надморској висини од 590 m.

## Становништво
Према подацима из 2002. године у насељу је живело 417 становника, од којих су сви румунске националности.